# Liste der costa-ricanischen Botschafter im Vereinigten Königreich
Die Botschaft befindet sich in 14 Lancaster Gate, London.
Am 28. Februar 1848 nahmen die Regierungen mit dem Unterzeichnen des Tratado Toledo-Chatfield diplomatische Beziehungen auf.
| Agrément/Ernennung/Akkreditierung (Diplomatie) | Botschafter                                          | Bemerkungen                                                       | ernannt von                                    | akkreditiert während der Regierung von | Posten verlassen        |      |
| ---------------------------------------------- | ---------------------------------------------------- | ----------------------------------------------------------------- | ---------------------------------------------- | -------------------------------------- | ----------------------- | ---- |
| 1849                                           | Felipe Francisco Molina y Bedoya                     |                                                                   | Juan Rafael Mora Porras                        | John Russell, 1. Earl Russell          | 1855                    |      |
| 1870                                           | Carlos Gutiérrez                                     |                                                                   | Bruno Carranza Ramírez                         | Benjamin Disraeli                      | 1873                    |      |
| 1873                                           | Luis Diego Sáenz Carazo                              |                                                                   | Rafael Barroeta Baca                           | Benjamin Disraeli                      | 1873                    |      |
| 1873                                           | León Fernández Bonilla                               |                                                                   | Rafael Barroeta Baca                           | Benjamin Disraeli                      | 1873                    |      |
| 1873                                           | Carlos Gutiérrez                                     |                                                                   | Rafael Barroeta Baca                           | Benjamin Disraeli                      | 1874                    |      |
| 1876                                           | Francisco María Iglesias Llorente                    |                                                                   | Aniveto Esquivel Saenz                         | Benjamin Disraeli                      | 1876                    |      |
| 1882                                           | León Fernández Bonilla                               | concurrente                                                       | Próspero Fernández Oreamuno                    | Benjamin Disraeli                      | William Ewart Gladstone | 1887 |
| 1887                                           | Manuel María de Peralta y Alfaro                     | concurrente                                                       | Bernardo Soto y Alfaro                         | 1898                                   | William Ewart Gladstone |      |
| 1913                                           | Wenceslao de la Guardia Fábrega                      | (* 11. April 1859 in Santiago de Veraguas)                        | Cleto González Viquez                          | Herbert Henry Asquith                  | 1919                    |      |
| 1945                                           | Fernando Soto Harrison                               |                                                                   | Teodoro Picado Michalski                       | Winston Churchill                      | 1946                    |      |
| 1950                                           | Luis Dobles Segreda                                  | Sitz in Madrid                                                    | Luis Rafael de la Trinidad Otilio Ulate Blanco | Winston Churchill                      | 1950                    |      |
| 1951                                           | Antonio Facio Ulloa                                  | Sitz in Madrid                                                    | Luis Rafael de la Trinidad Otilio Ulate Blanco | Winston Churchill                      | 1951                    |      |
| 1954                                           | Virginia Prestinary de Gallegos                      | [ 1 ]                                                             | José Figueres Ferrer                           | Winston Churchill                      | 1956                    |      |
| 1956                                           | Humberto Pacheco Coto                                | (* 1911; † 2000) Gesandtschaft wurde zur Botschaft aufgewertet.   | José Figueres Ferrer                           | Anthony Eden                           | 1958                    |      |
| 1958                                           | Alfredo Alfaro Sotela                                |                                                                   | Mario Echandi Jiménez                          | Harold Macmillan                       | 1962                    |      |
| 1962                                           | María del Carmen Gutiérrez Chamberlain de Chittenden |                                                                   | Francisco José Orlich Bolmarcich               | Harold Macmillan                       | 1966                    |      |
| 1966                                           | Claudia Cascante de Rojas                            |                                                                   | José Joaquín Trejos Fernández                  | Harold Wilson                          | 1967                    |      |
| 1970                                           | Manuel G. Escalante Durán                            | (* 1905)28. Apr. 1943-29. Mai 1944: Gesandter in Washington, D.C. | José Figueres Ferrer                           | Edward Heath                           | 1974                    |      |
| 1974                                           | Eduardo Echeverría Villafranca                       | auch in London akkreditiert                                       | Daniel Oduber Quirós                           | Harold Wilson                          | 1977                    |      |
| 1977                                           | Fernando Soto Harrison                               |                                                                   | Daniel Oduber Quirós                           | James Callaghan                        | 1978                    |      |
| 1978                                           | Carlos Manuel Gutiérrez Cañas                        |                                                                   | Rodrigo Carazo Odio                            | James Callaghan                        | 1981                    |      |
| 1982                                           | Jorge Borbón Zeller                                  |                                                                   | Luis Alberto Monge Álvarez                     | Margaret Thatcher                      | 1986                    |      |
| 1986                                           | Marcelo Martén Sancho                                |                                                                   | Óscar Arias Sánchez                            | Margaret Thatcher                      | 1988                    |      |
| 1989                                           | Miguel Yamuni Tabush                                 |                                                                   | Óscar Arias Sánchez                            | Margaret Thatcher                      | 1990                    |      |
| 1990                                           | Luis Rafael Tinoco Alavrado                          |                                                                   | Óscar Arias Sánchez                            | Rafael Ángel Calderón Fournier         | John Major              | 1994 |
| 1994                                           | Jorge Borbón Zeller                                  | zweite Amtszeit                                                   | José María Figueres Olsen                      | John Major                             | 1998                    |      |
| 17. Dez. 1998                                  | Rodolfo Gutiérrez Carranza                           |                                                                   | Miguel Angel Rodríguez Echeverría              | Tony Blair                             |                         |      |
| 9. Jan. 2007                                   | María del Pilar Saborío de Rocafort                  | [ 2 ]                                                             | Gordon Brown                                   |                                        |                         |      |